# 1967 no teatro

## Nascimentos
| Data            | Nome            | Profissão                                        | Nacionalidade           | Observações | Ref |
| --------------- | --------------- | ------------------------------------------------ | ----------------------- | ----------- | --- |
| 10 de Fevereiro | Marcelo Serrado | ator                                             | Brasil                  |             |     |
| 11 de março     | John Barrowman  | ator, cantor, apresentador, escritor e dançarino | Escócia/ Estados Unidos |             |     |
| 18 de abril     | Maria Bello     | atriz                                            | Estados Unidos          |             |     |
| 22 de Novembro  | Mark Ruffalo    | ator                                             | Estados Unidos          |             |     |
| 16 de Dezembro  | Miranda Otto    | atriz                                            | Austrália               |             |     |

## Mortes
| Data       | Nome           | Profissão | Nacionalidade | Observações | Ref |
| ---------- | -------------- | --------- | ------------- | ----------- | --- |
| 10 de Maio | Palmira Bastos | atriz     | Portugal      | n. 1875     |     |